# Kolel
Kolel (hebr. ‏כּוֹלֵל‎ „rozległy, obszerny, obejmujący wszystkich”) – instytucja zaawansowanych studiów talmudycznych lub literatury musarystycznej przeznaczona dla młodych żonatych mężczyzn, zorganizowana podobnie do jesziwy lub jako grupa mniej sformalizowana.
Określenie pochodzi od Izraela Lipkina, który w 1878 roku utworzył jesziwę dla żonatych mężczyzn, nazywając ją kolel peruszim (dosł. „kolel oddzielonych”). Już w roku 1881 terminu kolel używano dla nazwania innych podobnych instytucji, nie zawsze związanych z musaryzmem. Uczestnicy kolelów często utrzymywali się dzięki przyznawanym im funduszom (swego rodzaju stypendium).
W czasach współczesnych większość kolelów funkcjonuje w Izraelu.